# Flowing Gold (film 1940)
Flowing Gold è un film del 1940 diretto da Alfred E. Green.
È un film d'avventura a sfondo drammatico statunitense con John Garfield, Frances Farmer e Pat O'Brien. È basato sul romanzo del 1922 Flowing Gold di Rex Beach. Il film è ambientato nei giacimenti petroliferi americani e il titolo si riferisce al petrolio, inteso come oro che sgorga.

## Produzione
Il film, diretto da Alfred E. Green su una sceneggiatura di Kenneth Gamet e un soggetto di Rex Beach (autore del romanzo), fu prodotto da Jack L. Warner e, come produttore associato, da William Jacobs per la Warner Bros. (la produzione è accreditata nei titoli come " A Warner Bros.--First National Picture") e girato nei Warner Brothers Burbank Studios a Burbank, California, dal giugno 1940.

## Distribuzione
Il film fu distribuito negli Stati Uniti dal 24 agosto 1940 al cinema dalla Warner Bros.
Altre distribuzioni:
- in Australia il 18 ottobre 1940
- in Svezia il 21 marzo 1941 (Efterlyst av polisen)
- in Finlandia il 2 novembre 1941 (Taistelu öljystä)
- in Portogallo il 14 settembre 1944 (Oiro Líquido)
- negli Stati Uniti il 17 luglio 1948 (redistribuzione)
- in Germania Ovest il 15 agosto 1964 (Ultimatum für Bohrturm L-9, in TV)
- in Austria (Ultimatum für Bohrturm L-9)
- in Brasile (Ouro Líquido)
- in Grecia (O mavros hrysos)